# Acheberg
Acheberg är en kulle i Schweiz. Den ligger i distriktet Zurzach och kantonen Aargau, i den norra delen av landet, 90 km nordost om huvudstaden Bern. Toppen på Acheberg är 535 meter över havet.